# Maurice Paz
Maurice Paz (* 22. Februar 1896 in Paris; † 24. November 1985 ebenda) war ein französischer Rechtsanwalt, Historiker und Politiker. Als Gründungsmitglied der Kommunistischen Partei Frankreichs (PCF) organisierte er ab 1924 mit seiner Frau Magdeleine die erste Kerngruppe der französischen Oppositionellen, arbeitete mit Leo Trotzki zusammen und trat dann der sozialistischen Section française de l’Internationale ouvrière (SFIO) bei, wo er ein enger Vertrauter von Paul Faure wurde.

## Leben
Maurice Paz war der Sohn eines Industriellen (Lampenwerke  Claude, Paz und Silva), der sich mit Journalismus beschäftigte. Mit 18 Jahren trat er in den Ersten Weltkrieg ein, den er als Offizier in der Artillerie beendete. Im Jahr 1919 wurde er Mitglied der SFIO. Boris Souvarine ermutigte ihn, dem Komitee der Dritten Internationale beizutreten. Er war Delegierter auf dem Straßburger Kongress der SFIO (Februar 1920) und unterzeichnete anschließend den Mehrheitsantrag auf dem Kongress von Tours (Dezember 1920), der zur Gründung der Französischen Sektion der Kommunistischen Internationale (SFIC, später PCF) führte.
Maurice Paz begann ein Jurastudium und legte am 11. Februar 1920 seinen Eid als Anwalt ab. Er arbeitete mit Joseph Paul-Boncour, dem Anwalt der Gewerkschaft Confédération générale du travail und späteren Premierminister, zusammen und assistierte Pierre Monatte, Boris Souvarine oder Marcel Body. Im Jahr 1930 war er einer der Anwälte der Internationalen Roten Hilfe. 1924, im Fall Philippe Daudet, war er der Anwalt von Bajot, dem Taxifahrer, der von Léon Daudet (Schriftsteller, Journalist und Aktivist der Action française) zu Unrecht beschuldigt wurde.
1920 hielt er sich mit Magdeleine Marx (die er im Februar 1924 heiratete) sechs Monate lang in der Sowjetunion auf. Er arbeitete als Übersetzer für die Kommunistische Internationale und lernte Leo Trotzki kennen.
Im Frühjahr 1924 stellte er sich auf die Seite von Pierre Monatte und unterstützte die Linke Opposition. Im Mai 1926 stimmte das erweiterte Exekutivkomitee der Kommunistischen Internationale für eine Resolution, in der die Gruppe Loriot-Paz-Dunois wegen ihrer „sozialdemokratischen Abweichungen“ und ihrer „Arbeit zur Zersetzung der Partei“ verurteilt wurde.
Im November 1927 gab Maurice Paz die Zeitschrift Contre le courant (Gegen den Strom) heraus, ein Organ der Kommunistischen Opposition. Am 1. Dezember 1927 gab die kommunistische Tageszeitung L’Humanité den Ausschluss von Maurice und Magdeleine Paz bekannt.
Maurice Paz suchte Leo Trotzki auf, als dieser im März 1929 in der Türkei ins Exil ging. Der ehemalige russische Führer betraute ihn mit der Verwaltung der Veröffentlichung seiner Artikel und Bücher. Im Juni brach Trotzki die Beziehungen zu Contre le courant ab, das im Oktober sein Erscheinen einstellte.
Im März 1936 schrieb Leo Trotzki in einem Brief an Victor Serge: „Es ist nicht nötig, sich lange mit dem Ehepaar Paz aufzuhalten [...]. Er ist ein konservativer Bourgeois, hart, stur und zutiefst abstoßend. Wenn er sich zu einem bestimmten Zeitpunkt der Linken Opposition anschloss, dann nur, weil es ihm völlig kostenlos (was für ihn entscheidend ist) einen gewissen Heiligenschein verlieh, während es ihm keinerlei Verpflichtungen auferlegte [...]. Der Bruch war unvermeidlich, und ich beschuldige mich nur, dass ich zu geduldig war und meine Zeit mit dem Briefwechsel mit dem Ehepaar Paz verschwendet habe.“
Magdeleine und Maurice Paz engagierten sich für den Fall der Scottsboro Boys, neun schwarze Jugendliche, die 1931 in Alabama der Vergewaltigung beschuldigt wurden und keinen fairen Prozess erhielten.
Die Paz’ traten im Dezember 1931 der SFIO bei. Im Laufe des Jahres 1933 beteiligte sich Maurice Paz an der Seite von Paul Langevin an der Gründung der Front commun contre le fascisme (Gemeinsame Front gegen den Faschismus). Im Juni 1936 trat Maurice Paz als Nachfolger von Vincent Auriol, der Finanzminister geworden war, in die Führung der SFIO (Ständige Verwaltungskommission) ein. Im folgenden Jahr wurde er als Sekretär der Kommission für Außenbeziehungen Mitglied des Parteivorstands. Als Freund von Léon Blum und enger Vertrauter von Paul Faure gründete er die Kolonialkommission der Sozialisten.
Als pazifistischer Aktivist unterstützte er die Positionen von Paul Faure gegen Léon Blum. Er war von der Kriegserklärung und der Niederlage zutiefst schockiert und hielt sich nach Juli 1940 von allen wichtigen politischen Aktivitäten fern. Nach dem Krieg setzte er sich unter anderem für die Rehabilitierung von Philippe Pétains Landwirtschaftsminister Le Roy Ladurie ein. Später wurde er zu einem anerkannten Wirtschaftsanwalt mit so renommierten Mandanten wie der SNCF, der Banque Worms, der Tageszeitung Le Havre libre und der Finanzzeitung La Cote Desfossés.
Nach der Befreiung wurde er wieder Mitglied der Sozialistischen Partei, verließ sie aber bei der Unterzeichnung des gemeinsamen Regierungsprogramms mit der kommunistischen PCF und der linksliberalen Parti radical de gauche (1972). Er wirkte an den Zeitschriften Contrat social von Boris Souvarine und La Révolution prolétarienne mit.

## Andere Tätigkeiten
Maurice Paz übte seinen Beruf als Rechtsanwalt bis 1964 aus. Danach widmete er sich seiner ersten Leidenschaft, der Geschichte. Er promovierte 1974 an der Universität Aix-en-Provence mit der Dissertation „Auguste Blanqui, le révolutionnaire professionnel“ (Auguste Blanqui, der Berufsrevolutionär). Da er an Diabetes erkrankte, gründete er am 25. März 1938 die Association française des diabétiques und später die International Diabetes Federation. Seine Krankheit hielt ihn bis in die letzten Tage seines Lebens nicht davon ab, zu arbeiten und historische Forschungen zu betreiben.
Maurice Paz war Vater von drei Kindern. Er wurde 1947 von Magdeleine Paz geschieden und heiratete in dritter Ehe Marguerite Hérard, die Tochter von Lucien Hérard.

## Werke
- Un révolutionnaire professionnel, Auguste Blanqui, Fayard, 1984, ISBN 2-213-01497-3.[13]
- Les Révoltes de la Mer Noire, Paris, Librairie du Travail, 1922.
- Papiers Auguste Blanqui et Maurice Paz: Correspondance Auguste Blanqui-Louis Watteau et divers.[14]

Eine ausführliche Werksammlung ist im Weblink der Französischen Nationalbibliothek zu finden.